# 蔿賈
蔿 賈（い か、? - 紀元前605年）は、中国春秋時代の楚の公族・将軍・政治家。姓は羋、氏は封地名から蔿、諱は賈、字は伯嬴。蔿章の孫で蔿呂臣の息子、孫叔敖の父。蔿章は楚の武王の弟で蔿に封じられたことから蔿氏を名乗る。成王、穆王、荘王の3代に仕えた。

## 生涯

### 予言
楚の成王が宋を討伐する際、出陣に先駆けて賢相として名高い子文と、その一族で若いながらも勇猛で知られた子玉の二人に軍兵の演習を命じた。子文は子玉の顔を立てるためにわざと手を抜いて朝食前に演習を終わらせ、一人も罰しなかった。それに対して子玉は一日かけて演習を行い、7人を鞭打ち、3人を殺した。これを聞いて人々は子玉の有能さを讃え、口々に子文に祝辞を述べたが、蔿賈はそれを祝わなかった。不思議に思った子文が理由を尋ねると、「何を祝うことがありましょう。子玉が軍事で失敗すれば推挙した貴方の責任です。子玉は気が強く、礼儀知らずで民を治めることが出来ません。300乗以上の軍を率いたら無事に帰ることは出来ないでしょう」と予言した。果たして子玉はのちに、城濮の戦いで文公率いる晋軍に敗れ、敗戦の責任を問われて自殺した。

### 荘王の謀臣
穆王の死後、暗愚の振りをして遊蕩の限りをつくしていた荘王は、喪が明けると悪臣を罰して良臣を抜擢する大改革を行った。その際に蔿賈も抜擢された。
荘王6年（紀元前608年）、晋の趙盾が会盟をひらき、陳・宋を従えて楚の勢力圏下にあった鄭を攻めた。蔿賈は荘王の命を受け、わずかな軍を率いて鄭の救援に向かい、北林の戦いで晋・陳・宋の連合軍を破って晋の大夫・解揚を捕えた。
子文が没すると、子文の子子揚が令尹（宰相）となり、子越が司馬、蔿賈は工正に抜擢された。そのすぐ後に、蔿賈は子揚の不正を訴えて子揚は殺され、子越が令尹、蔿賈は司馬となった。
荘王9年（紀元前605年）、子越は従兄弟の子揚が蔿賈の讒言によって殺されたことを恨みに思い、蔿賈を幽閉してのち殺した。

## 死後
このように蔿賈は、荘王を覇者にする夢をかなえられずに倒れたが、子息の孫叔敖が令尹として楚の国力を増強させ、邲の戦いで晋を打ち破った事で荘王は覇者となり、蔿賈の夢は成就したのである。